# Гордан Грлич Радман
Гордан Грлич Радман (хорв. Gordan Grlić Radman; нар. 6 червня 1958, Присоє, Боснія і Герцеговина) — хорватський політик, дипломат, колишній посол Хорватії в Німеччині. З 19 липня 2019 міністр закордонних та європейських справ у першому, другому та третьому уряді Андрея Пленковича.

## Життєпис
Народився 6 червня 1958 року в селі Присоє, що в громаді Томиславград у Боснії та Герцеговині. Розпочав свою дипломатичну кар'єру на початку 1990-х років, коли повернувся у Швейцарію як посадовець Міністерства закордонних справ із Загреба з завданням, яке передбачало створення хорватських дипломатичних консульських мереж у Берні, Женеві та Цюриху. Набув дипломатичного досвіду в хорватських дипломатичних представництвах у Софії і Будапешті. 16 жовтня 2017 року вручив вірчі грамоти президентові Німеччини Франку-Вальтеру Штайнмаєру, ставши сьомим за ліком послом Хорватії в Німеччині.
Випускник дворічної школи менеджменту в Берні (IfKS), член Швейцарської асоціації інженерів. Співзасновник неурядової організації «Хорватсько-швейцарська бізнес-консультація». Наприкінці 1990-х років здобув у Хорватії додаткову освіту: закінчив факультет політичних наук у 2002 році та згодом захистив докторську дисертацію (2007 р.).
19 липня 2019 року прем'єр-міністр Хорватії Андрей Пленкович призначив Радмана міністром закордонних справ, а 23 липня 2020 перепризначив у своєму другому уряді.
Говорить хорватською, німецькою, англійською, болгарською та угорською мовами.